# Ruský hřbitov v Sainte-Geneviève-des-Bois
Ruský hřbitov v Sainte-Geneviève-des-Bois je pohřebiště pro osoby pravoslavného vyznání především ruského původu ve Francii. Nachází se v obci Sainte-Geneviève-des-Bois (Essonne) departementu Essonne asi 20 km od jižního okraje Paříže, poblíž letiště Orly.

## Vznik
V 18. století byla Sainte-Geneviève-des-Bois původně farma, která byla v následujícím století zvětšena. Na farmě byla roku 1926 pohřbena skupina ruských emigrantů. Roku 1927 vystavěla britská dobroditelka Dorothy Paget z farmy domov důchodců pro ruské emigranty.
V roce 1938 navrhl Albert Benois stavbu hřbitova s typickými prvky ruského stylu včetně pravoslavného chrámu Zesnutí přesvaté Bohorodice (Notre-Dame-de-la-Dormition).

## Pohřbení

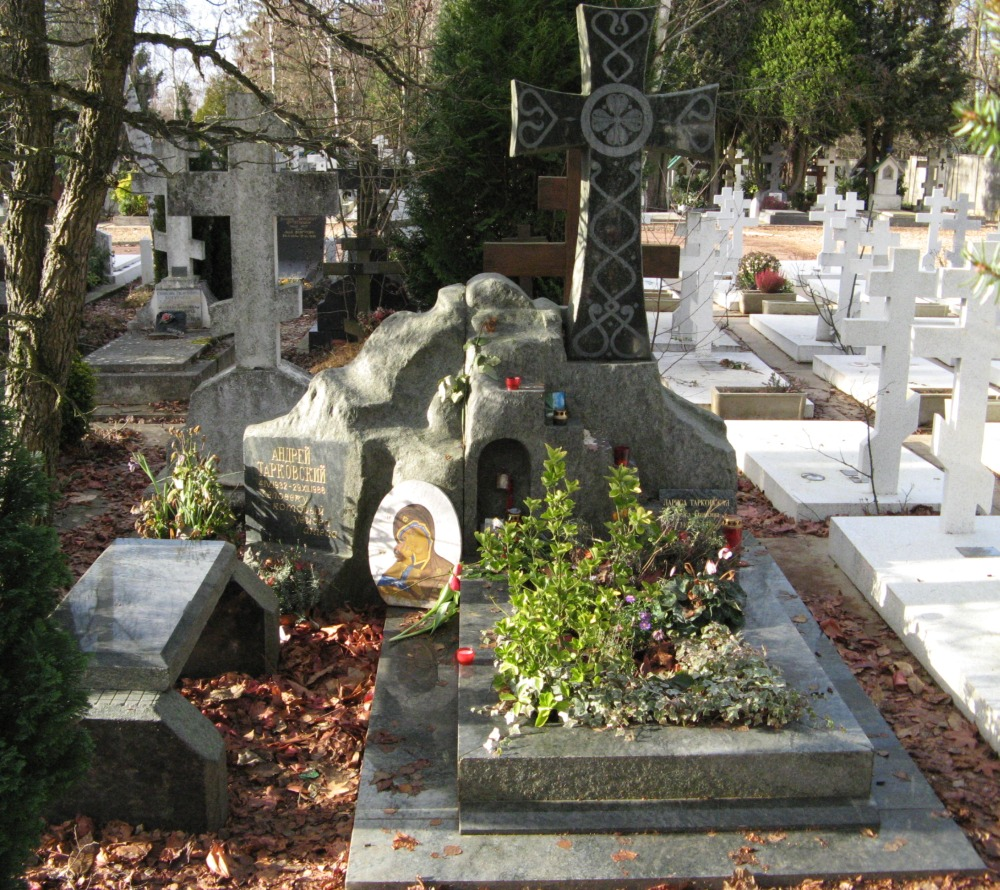
Hrob Andreje Tarkovského

Na hřbitově je pohřbeno více než 10 000 ruských emigrantů a exulantů.
- Sergej Bulgakov – filozof
- Ivan Alexejevič Bunin – spisovatel, nositel Nobelovy ceny za literaturu
- Alexandr Grigorjevič Česnokov – hudební skladatel
- Alexandr Galič – zpěvák
- Gaito Gazdanov – básník
- Zinaida Nikolajevna Gippius – básnířka a spisovatelka
- Valerij Inkižinov – filmový herec
- Felix Felixovič Jusupov – kníže, vrah Grigorije Jefimoviče Rasputina.
- Irina Alexandrovna Romanovová – manželka Jusupova a členka ruské carské rodiny
- Nikolaj Losskij – filozof
- Serge Lifar – tanečník
- Georgij Lvov – politik, předseda první prozatímní vlády roku 1917
- Natálie Lysenková (1884–1969) – filmová herečka
- Dmitrij Sergejevič Merežkovskij – básník a politický myslitel
- Ivan Mozžuchin – filmový herec
- Viktor Někrasov – spisovatel a žurnalista
- Rudolf Nurejev – tanečník
- Zinovij Peškov – generál židovského původu
- Sergej Prokudin-Gorskij – fotograf a zpěvák
- Alexej Michajlovič Remizov – básník
- Zinajda Serebrjaková – malířka
- Konstantin Somov – malíř
- Pjotr Berngardovič Struve – filozof
- Andrej Tarkovskij – režisér, scenárista a herec
- Jevgenij Alexandrovič Znosko-Borovskij – šachista

## Osud hřbitova

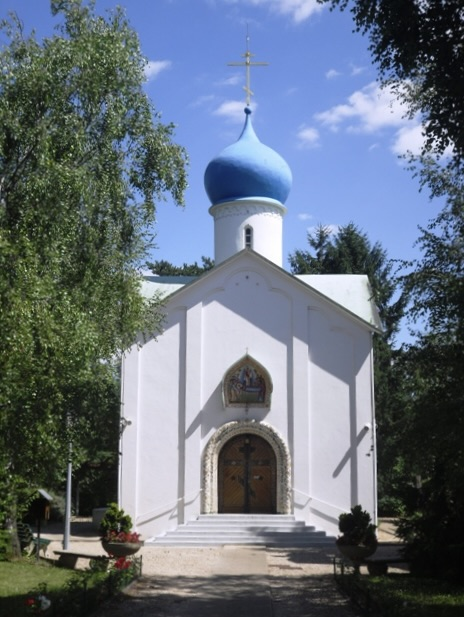
Pravoslavný chrám Zesnutí přesvaté Bohorodice (Notre-Dame-de-la-Dormition) na hřbitově.

Od 60. let 20. století se úřady pokouší zavřít hřbitov. Některé hroby byly dokonce otevřeny a ostatky z nich zpopelněny. Od roku 2006 nemá hřbitov žádnou právní ochranu, avšak francouzské ministerstvo kultury jej považuje za největší pohřebiště ruských emigrantů a nachází se též v databázi Base Mérimée.
Na hřbitově se již v současné době nepohřbívá, ale v roce 2000 jej navštívil Vladimir Putin aby vzdal hold pohřbeným.